# 医学
医学（いがく、英: medical science、medicine）または医科学（いかがく、英: medical science）とは、生体（人体）の構造や機能、疾病について研究し、疾病を診断・治療・予防する方法を開発する学問である。主流の医学は生物医学または主流医学、西洋医学などと呼ばれる。医学は、病気の予防および治療によって健康を維持、および回復するために発展した様々な医療を包含する。

## 概説
語源
「醫學」という言葉は、中国では明の政権が安定する15世紀頃から、よく用いられるようになり、「醫學○○」という書物が多数見られるようになった。
仏教圏において、「医」の象徴として薬師如来が知られていることからも判るように、「医」は元々は漢方等の「薬」を扱っていた者によって行われていた。古代中国においては、「医」は主に道士や法師等によって営まれ、宗教と密接に繋がっている。伝統中国医学は、単に「医」または「医方」と呼ばれており、勘と経験に頼る部分が非常に大きかったが、明時代になると、鍼灸だけでなく、漢方薬においても、中国の根本的な理論である陰陽五行思想や経絡理論など、理で固めるようになり、理論的・学問的な色彩が強くなった。それを強調するために、あえて「醫學」という言葉が用いられるようになったのである。
また、「医学（醫學）」という言葉は、明治時代に「medicine（英語）」や「Medizin（ドイツ語）」などを翻訳する時に作られた造語（和製漢語）のひとつ、とする説もある。

### 様々な医学
まず世界全体の医学を概観すると、世界各国には様々な医学があり、例えば、中国伝統医学、イスラーム医学、西洋医学 等々がある。
ギリシャ医学、ユナニ医学（イスラム医学）、中国医学、アーユルヴェーダ（インド伝統医学）、チベット医学など、歴史が長い医学を、まとめて伝統医学と呼ぶことがある。なおこれらの伝統医学は各地で現在でも用いられており、現役の医学である。

## 歴史
エジプトのパピルスの中に「現存する最古の医学書」と言われているものがあり、そこには紀元前3世紀のエジプトにおいてすでに「外傷者に対しては、まず質問検査、機能試験、診断、治療」と記述されており、現代と変わらない診療手順を行ったことが明らかになっている。
医学は歴史をふりかえると経験医療（経験的医療）として存在していた。他の各学問が成熟してゆく中で医学も独自性を持った学問として発展し、（西洋では）「人体の研究と疾病の治療・予防を研究する学問」とされた。
（西洋医学は20世紀に医学を「人間の疾病に関することを取り扱う学問」などとしつつ疾病にばかり着目し他の面を見落としたり、人間をただの物体のように扱う傾向があり、それが諸問題を引き起こす結果を招いたが、反省が始まり）、近年では（西洋医学も）「人間を生理的・心理的かつ社会的に能動的ならしめ、できるかぎり快適な状態を保たせる研究」として機能や社会的な面についても見落とさないようにする立場に変わりつつある。

### 東洋医学

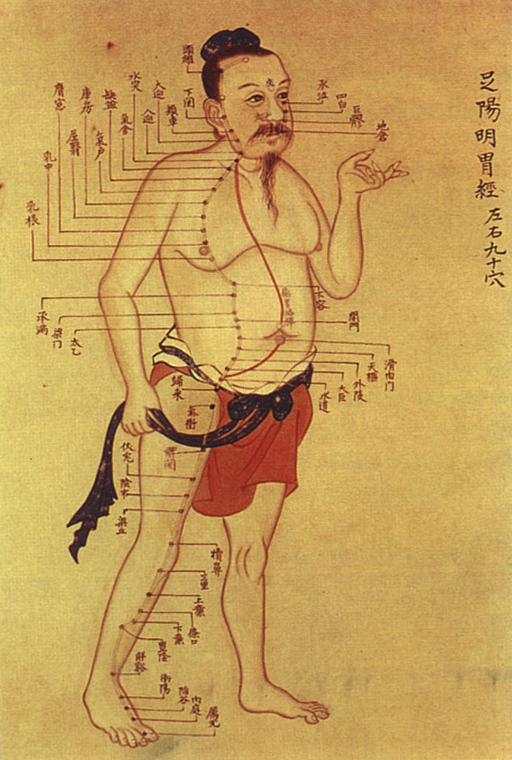
経絡図の一例

現在日本で「東洋医学」と呼ばれるものは、おおむね伝統中国医学に相当している
西洋医学とは異なる理論・治療体系をもつ医学である。「東洋医学」と言う以上、きちんとした論理の上に成立している。
そしてそれは、日本人が持つ生命観や自然観に近いものである。
中国伝統医学は民間療法とは区別されている。
東洋医学は、民間療法とは異なった考え方に基づいて運用されている。
一例として、生姜の使い方を見ると、どちらも風邪の時に使うことはあるものの、民間療法では風邪の時に何の考えもなしにそれを機械的に与えるのに対し、中国伝統医学では、寒気（さむけ）が強い時のみに使用され、反対に熱感が強い時には使用しないのである。なぜなら、中国伝統医学では、生姜は体を温める作用がある、と考えているからである。
日本でも古代より「医」は巫女、陰陽師、僧侶によって中国から伝えられた呪術、医療が行われていた。室町時代以降は中国大陸との交易も盛んとなり、漢方が積極的に伝わっていった。江戸時代以降は、日本は独自の漢方医学を発展させ、薬学である本草学を中心に診療が行われていった。華岡青洲によって記録上世界最初となる麻酔による乳癌手術が行われたりした。また、幕末には国学の影響を受けて漢方伝来以前の医学を探求する動きも現れた。
現在は中華人民共和国では中医学、朝鮮民主主義人民共和国では東医学、大韓民国では韓医学として実践されている。これらの伝統医学は、長い歴史を通じて各地で培われ、現在でも広く実践されている。

### 西洋医学

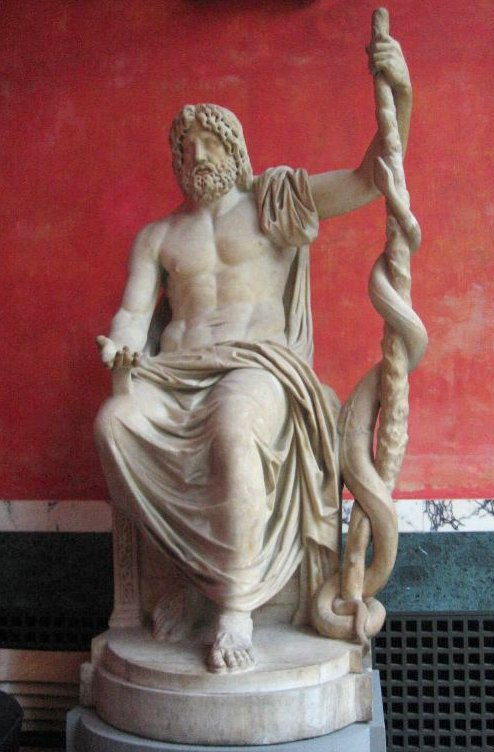
ギリシア神話にて医の神であるアスクレーピオスの像。左にシンボルの蛇。

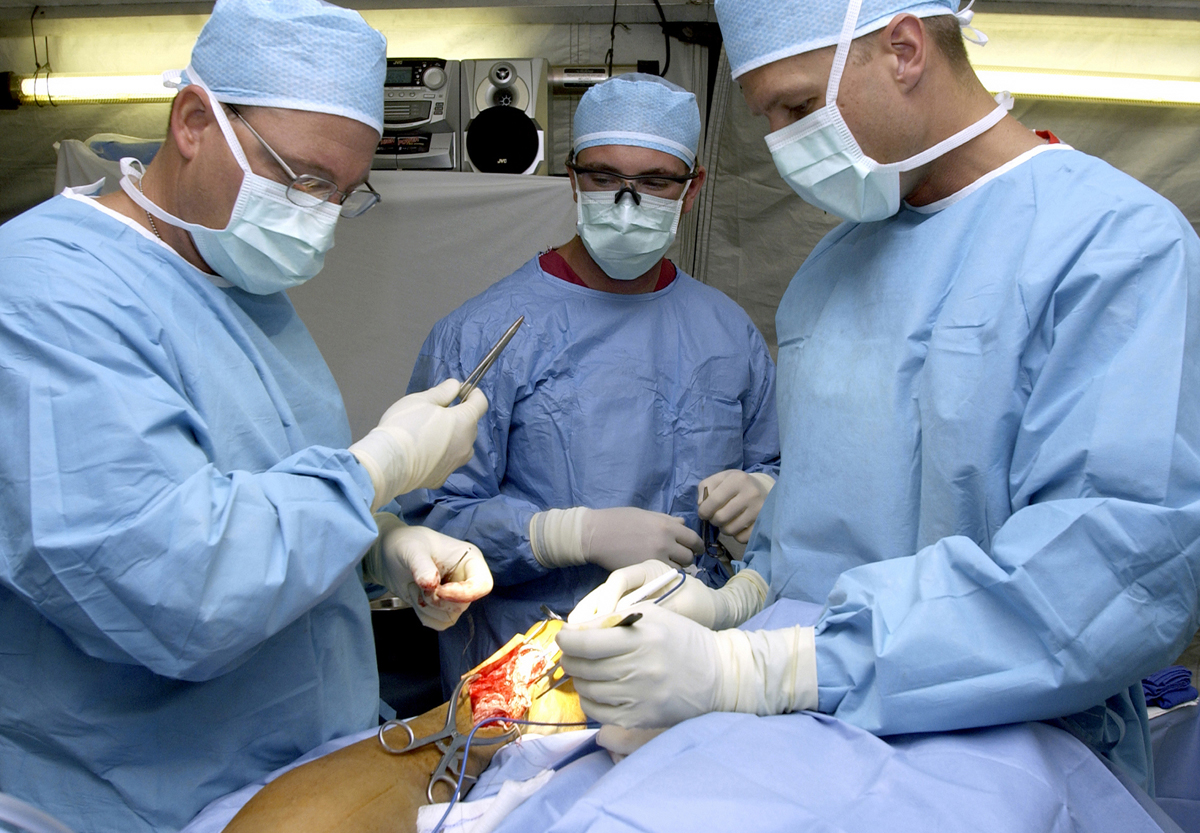
手術

ヨーロッパ世界においては、「医」の起源は古代ギリシアのヒポクラテスとされている。ヒポクラテスは学問としての医学を確立し、その後古代ローマのガレノスがアリストテレスなどの自然学を踏まえ、それまでの医療知識をまとめ、古代医学を大成した。
しかしこうした医学書の多くはギリシア語で書かれていたため、ローマ帝国の崩壊とともにヨーロッパではその知識の多くが失われ、断片的なものが残るに過ぎなくなっていた。一方、医学知識はローマの継承国家でありギリシア語圏である東ローマ帝国において保持され、8世紀以降アッバース朝統治下においてヒポクラテスやガレノスをはじめとする医学文献がアラビア語に翻訳された。イスラム世界においてもガレノスは医学の権威とされ、その理論を基礎とするイスラム医学が発達した。11世紀初頭にはイブン・スィーナーが「医学典範」を著わしたように、この時期イスラム世界では百科全書的医学書が多く編まれ、イスラムおよびヨーロッパ世界に大きな影響を与えた。
これらのアラビア語文献は、12世紀に入るとシチリア王国の首都パレルモやカスティーリャ王国のトレドといった、イスラム文化圏と接するキリスト教都市においてラテン語へと翻訳されるようになった。これによってヒポクラテスや、特にガレノスの著作が西欧に再導入され権威とされたほか、イブン・スィーナーなどの新たな文献も流入した。
ヨーロッパ中世においては、内科学のみが医学とされ、外科学の地位は低かった。外科医療は理容師（理容外科医とも言われた）によって施術され、外科手術や瀉血治療などが行われていた。（内科学、外科学の記事を参照）。16世紀に入ると、それまでの伝統的医学を打ち破る新たな流れが生まれ始めた。解剖学ではアンドレアス・ヴェサリウスが1543年に『ファブリカ』（人体の構造）を著わし、ガレノスの誤りを修正した。また、パラケルススは医学への化学の導入を試み医化学を確立した。
18世紀前半には、ヘルマン・ブールハーフェが近代的な臨床の方法論を確立した。またこの時期、ジョバンニ・モルガーニが医学と解剖学を結びつけ、病理解剖の創始者となった。1796年にはエドワード・ジェンナーが種痘を成功させた。
19世紀に入ると、自然科学の発展に伴い医学も急速な発展を遂げた。特に19世紀後半には、ロベルト・コッホとルイ・パスツールによって細菌学が創始され、人工的な弱毒化によるワクチンの生産や多くの病原菌の発見が起き、さらにこれに関連して衛生学も進歩を遂げた。
日本では安土桃山時代にキリスト教の伝来に伴ってわずかに西洋医学の流入があったとされるが、本格的な流入は江戸時代中期の1774年、オランダ語の解剖学書である『ターヘル・アナトミア』が杉田玄白や前野良沢らによって翻訳され、『解体新書』として出版されてからのことである。解体新書の出版は日本の医学界に衝撃を与え、以後医学を中心に蘭学が隆盛するきっかけとなった。

## 通常医療と代替医療の状況
近年、伝統中国医学の本場であった中国では西洋医学の医師が増加中で現代西洋医学の利用される割合が増加しつつある。
反対にアメリカ合衆国やヨーロッパ諸国では西洋医学の様々な問題点が取り沙汰され、伝統医学などの代替医療のほうが高く評価され利用率が増えており、アメリカ合衆国では代替医療の利用率が西洋医学のそれを超えた。無保険者だけでなく、富裕層の利用も増えている。
日本では、西洋的な思考様式に基づく医学を「西洋医学」、伝統中国医学の思考様式に基づく医学を「東洋医学」と、大きく区分して呼ぶことが一般的である。現在日本で「東洋医学」と呼ばれるものは、おおむね伝統中国医学に相当し、中国大陸で生まれ発達し、日本にも伝えられた。西洋医学が入ってくるまでは日本の主流医学であった。江戸時代の日本に「オランダ医学」が入ってきた時に、それらの医学を呼び分ける必要が生じ、オランダの医学に対して、中国（漢）の医学という意味で「漢方医学」と呼ぶようなことも行われるようになったという。明治政府の方針により西洋医学が主流の医学と位置づけられるようになり、東洋医学を行う医師も西洋医学を学ぶことになった。それ以来、日本では西洋医学の利用者数が多くなったが、現在でももっぱら東洋医学のほうを好み愛用する人々もおり、両者は並存してきた。

## 分類
研究や教育のための知識体系としての医学は、次のように分類されている。大学医学部の組織においても、研究・教育のための人員の配置がこの分類に沿って行われる場合が多い。最近は、名称が多様化しているが、実質は、下記の分類とさほど変わりがない場合が多い。

### 基礎医学
人体の構造・機能、疾患とその原因など医学研究の根拠となる知見を得るための学問分野である。これらの科目は医学部、薬学部等医療系学部以外に一部の大学では理学部や理工学部等の生物学科でも開講している。
- 解剖学 - 発生学 - 組織学- 生理学 - 病理学 - 生化学・分子生物学 - 薬理学 - 免疫学 - 微生物学（細菌学・ウイルス学） - 医動物学・寄生虫学 - 神経科学

### 臨床医学
診断や治療などに直接関連する応用的な研究分野である。
- 臓器別分類
  - 循環器学 - 消化器学 - 呼吸器学 - 腎臓学 - 内分泌学 - 血液学 - 神経学 - 婦人科学 - 泌尿器科学 - 耳鼻咽喉科学 - 皮膚科学 - 眼科学
- 解剖学的分類
  - 胸部外科学 - 脳神経外科学 - 整形外科学
- ライフステージによる分類
  - 産科学 - 小児科学 - 老年医学 - 家庭医療
- 手法による分類
  - 診断学 - 症候学 - 予防医学
  - 内科学 - 外科学 - 形成外科学 - リハビリテーション医学 - 麻酔科学 - 放射線医学 - 再生医学 - 救急医学
- 疾病による分類
  - リウマチ学 - 精神医学 - 心身医学 - 腫瘍学 - スポーツ医学

### 社会医学
社会医学とは社会的な環境と健康について研究する医学領域。
- 衛生学 - 公衆衛生 - 疫学（統計医学）- 法医学などが含まれる。

### 関連分野
医学に関連する分野には以下のようなものがある。
歯学 - 薬学 - 看護学 - 心理学 - 健康心理学 - 臨床心理学 - 生体機能代行装置学 - 作業療法学 - 理学療法学 - 性科学 - 抗老化医学 - 熱帯医学 - 医用生体工学 - 医療機器 - 医学教育 - 医学史（医史学）- 生命倫理学 - 医療人類学 - 病跡学 - 医療社会学 - 医療経済学 - 宇宙医学 - 臨床情報工学 - 柔道整復学

## 栄誉・賞

### ノーベル生理学・医学賞
アルフレッド・ノーベルの遺言で指定された5分野の一つで「生理学及び医学の分野で最も重要な発見を行なった」人に授与される。主な受賞者には、神経構造の研究とニューロン説提唱のS.ラモン・イ・カハール(1904年度）、ペニシリンを発見したA.フレミング（1945年度）、DNAの二重らせん構造を発見したジェームズ・ワトソンとフランシス・クリック（1962年度）、日本人唯一の同賞受賞者利根川進（1987年度）等がいる。

### アルバート・ラスカー医学研究賞(ラスカー賞)
「アルバート・ラスカー医学研究賞」は、医学賞の中でも「ノーベル(生理学・医学)賞に最も近い賞」と言われる賞である。医学で大きな貢献をした人に与えられる米国医学界最高の賞であり、ラスカー夫妻が1946年に創設した。アルバート・ラスカー基礎医学研究賞、ラスカー・ドゥベーキー臨床医学研究賞、メアリー・ウッダード・ラスカー公益事業賞、ラスカー・コシュランド医学特別業績賞の4部門から構成される。日本では、1982年に花房秀三郎が初受賞し、利根川進、山中伸弥の2名のノーベル生理学医学賞ほ受賞者もラスカー賞を受賞している。2014年9月には、森和俊(京都大教授)がラスカー基礎医学研究賞を受賞し、7人目の日本人ラスカー賞受賞者となった。